# Ян I Рациборжский
Ян I Ратиборский (чеш. Jan I Ratibořský, ок. 1332 — между 1380 и 1382) — князь Ратиборско-опавский (1365—1377) и князь Ратиборско-крновский (1377—1380/1382).

## Биография
Ян был старшим сыном ратиборско-опавского князя Микулаша II от его первой жены Анны Ратиборской. Отец отправил его в Прагу ко двору Карла IV, и потому Ян, став приближённым Люксембурга, участвовал во многих политических событиях своей эпохи.
После смерти отца в 1365 году Ян был опекуном младших единокровных братьев и фактическим правителем Ратиборско-опавского княжества. В 1372 году он предоставил магдебургское право городу Опава. Когда в 1377 году самому младшему из братьев (Пржемыслу) исполнилось 12 лет (что по тогдашним меркам считалось достаточным для вступления во владение), под давлением родни и дворянства Ян был вынужден разделить наследство отца с братьями. Яну досталось Ратиборско-крновское княжество, в которое вошли Рацибуж, Крнов, Брунталь, Миколув, Пщина, Водзислав-Слёнски, Рыбник и Жоры. Второму брату Микулашу III было выделено самостоятельное Глубчицкое княжество, а младшим братьям Вацлаву и Пржемыслу достался город Опава с окрестностями, образовавшие новое Опавское княжество.
Ещё в 1375 году из-за финансовых затруднений Ян был вынужден продать Пщину и Миколув Владиславу Опольчику, а Жоры в 1378 году были переданы в залог цешинскому князю Пшемыславу I Носаку (и в 1384 проданы тому же Владиславу Опольчику). Впоследствии наследство Микулаша II его потомки собирали обратно вплоть до середины XV века.
Точная дата смерти князя Яна I Ратиборского неизвестна, однако это должно было произойти между 16 февраля 1380 и 28 октября 1382 года. Похоронен он был в доминиканском монастыре в Рацибуже.

## Семья и дети
В 1361 году по рекомендации короля Карла Люксембургского Ян Ратиборский женился на Анне Жаганьской, дочери жаганьского князя Генриха V Железного. У них было два сына и дочь:
- Ян II Железный (ок.1365 – 1424), князь Ратиборско-крновский
- Микулаш IV (ок.1370 – 1405/1407), князь Ратиборско-крновский
- Маргарита (1380—1407), замужем первым браком за князем Пшемыславом Освенцимским, вторым браком за князем Болеславом I Цешинским